# Кочубей, Антон Данилович
Антон Данилович Кочубей (10 июля 1911, село Комендантовка Полтавской губернии, Кобелякского района Полтавской области — 14 декабря 1966, Киев) — украинский советский государственный деятель, заместитель Председателя Совета Министров УССР. Кандидат в члены ЦК КПУ в сентябре 1961 — январе 1965 г. Член ЦК КПУ в январе 1965 — декабре 1966 г. Депутат Верховного Совета СССР 6-го созыва. Член Центральной Ревизионной Комиссии КПСС в апреле — декабре 1966 г. Кандидат экономических наук.

## Биография
Родился в крестьянской семье. В 1933 году окончил Киевский финансово-экономический институт. В 1936—1938 г. работал в Народном комиссариате финансов Украинской ССР. В 1938 — 1940 г. — служил в Красной армии. В 1940 — 1941 г. — на ответственной работе в аппарате Совета Народных Комиссаров Украинской ССР.
В июне 1941 — 1945 г. — служил в войсках Противовоздушной обороны Красной армии, участник Великой Отечественной войны. Был командиром отдельного зенитно-пулеметного батальона.
В 1942 году вступил в ВКП(б).
В 1945 — 1954 г. на ответственной работе в аппарате Совета Министров Украинской ССР.
В 1954 — 1957 г. — заместитель председателя Государственной плановой комиссии Совета Министров Украинской ССР. В 1957 году — инспектор ЦК КПУ. В 1957 — 1961 г. — начальник Сводного отдела народнохозяйственного плана Государственной плановой комиссии Совета Министров Украинской ССР.
В 1961 — марте 1963 г. — 1-й заместитель председателя Государственной плановой комиссии Совета Министров Украинской ССР.
9 марта 1963 — 14 декабря 1966 г. — заместитель Председателя Совета Министров Украинской ССР и одновременно председатель Госплана УССР.
Дослужился до звания майора.
Скончался 14 декабря 1966 года, похоронен на Байковом кладбище Киева.

## Награды
- орден Красной Звезды (1944)
- орден Отечественной войны 1-й ст. (1944)
- медали